# Praephilotes
Praephilotes är ett släkte av fjärilar. Praephilotes ingår i familjen juvelvingar.
Kladogram enligt Catalogue of Life:
| Praephilotes | \| \| Praephilotes anthracias \| \| \| \| \| \| Praephilotes violacea \| \| \| \| |
|              | \| \| Praephilotes anthracias \| \| \| \| \| \| Praephilotes violacea \| \| \| \| |
|              | Praephilotes anthracias                                                           |
|              |                                                                                   |
|              | Praephilotes violacea                                                             |
|              |                                                                                   |